# Kvalster (TV-serie)
Kvalster, en miniserie (drama) i fyra delar från 2005 i regi av Lisa Ohlin. Manus av Antonia Pyk och Linda Ung.
Om de mycket olika kvinnorna Monika och Nettan som tillsammans startar en städfirma efter att de förlorat sina inkomster.

## I rollerna (urval)
- Anna Ulrika Ericsson - Nettan
- Ann Petrén - Monika
- Lars-Erik Berenett - Sture
- Meg Westergren - Fru Bratt
- Ingmar Virta - Reine
- Malin Morgan - Ingela
- Ida Wahlund - Lone
- Bill Hugg - Thomas
- Tehilla Blad - Isabelle
- Felix Lundgren - Ian
- Joel Lundgren - Roger
- Sunil Munshi - Jorge
- Ing-Marie Carlsson - Inger
- Mathias Henrikson - Nettans pappa
- Anna Pettersson - Ellinor
- Lena Strömdahl - Begravningsentreprenör
- Johan H:son Kjellgren - Städkund
- Mats Rudal - Svensexedeltagare
- Måns Westfelt - Blind man
- Anki Larsson - Berit
- Rikard Wolff - Som sig själv
- Jonas Larsson - Arbetsförmedlaren
- Kalle Norrhäll - Webfotograf

## DVD
Serien gavs ut på DVD 2007.

## Extern
- Kvalster på Internet Movie Database (engelska)